# Bruder János
Bruder János (Rákoscsaba, 1913. december 30. – Szeged, 1982. július 5.) kertész, hagymakutató.

## Életrajza
Rákoscsabán született 1913. december 30-án Bruder János takarékpénztári főkönyvelő és Kucses Ilona gyermekeként. Budapesten végzett kertészeti középiskolát, főiskolai tanulmányait a Kertészeti Tanintézetben folytatta.
1936-ban Battonyán lett faiskolavezető, majd 1941-től 1945-ig Kolozsváron a Tudományegyetem Botanikus Kertjének vezetője. 1945 és 1948 között kertész-tanár. 1949-től a makói Kísérleti Gazdaság vezetője; neve összeforrott a hazai hagymanemesítéssel és -kutatással. Feladatát, a híres makói hagyma minőségének megtartását és a nagyüzemi termelés technikájának kidolgozását kiválóan oldotta meg. Tevékenyen részt vett a hagymatermesztés gépesítési és tárolási kérdéseinek megoldásában is.
1964-ben muskotályos sárgadinnye nemesítéséért kapott fajtaelismerést. 1973-ban a szegedi Gabonatermesztési Kutató Intézet zöldségtermesztési osztályának vezetőjeként vonult nyugalomba.
1982. július 5-én, 68 évesen Szegeden érte a halál.

## Munkái
- Földi mogyoró termelése (Budapest, 1952)
- Hagymatermesztés (Budapest, 1954)
- Korszerű hagymatermesztés (Budapest, 1959)